# Take Me Higher (Inna)
Take Me Higher è un singolo promozionale della cantante rumena Inna, estratto dal suo quarto album Inna e pubblicato il 25 agosto 2014.

## Il brano
Take Me Higher è un brano dance pop dal ritmo uptempo che ha una durata di tre minuti. È stato scritto da Andrew Frampton, Breyan Isaac, Inna e Thomas Joseph Rozdilsky, mentre la produzione è stata affidata ai Play & Win.
Il primo teaser fu pubblicato online in una versione demo di pochi secondi, seguito da una foto teaser il 21 agosto 2014.
Un lyric video del brano è stato pubblicato il 25 agosto 2014, mentre il video musicale è stato pubblicato il 25 agosto 2014 su YouTube e Facebook.

## Tracce
Testi e musiche di Andrew Frampton, Breyan Isaac, Inna e Thomas Joseph Rozdilsky.
1. Take Me Higher – 3:00